# Ujazd, Zgorzelec
Ujazd [ˈujast] (tiếng Đức: Moys, tiếng Thượng Sorbia: Mojiš) là một quận thuộc thị trấn Zgorzelec, thuộc Voivodeship Hạ Silesian của Ba Lan. Quận nằm ở biên giới Đức-Ba Lan và nằm trên sông Czerwona Woda (tiếng Đức: Rothwasser), một nhánh của sông Lusatian Neisse, nơi xác định là biên giới quốc gia.

## Lịch sử
Những đề cập sớm nhất về Moys có từ năm 1309. Đó là địa điểm của trận chiến Moys lịch sử diễn ra vào ngày 7 tháng 9 năm 1757.
Hội đồng thành phố của Grlitz, khi đó là một thành phố thịnh vượng và là thành viên của Liên đoàn Lusatian, đã mua lại Moys vào năm 1380 từ John của Görlitz. Hội đồng thành phố đã phải từ bỏ Moys vào năm 1547 như một hình phạt được áp đặt bởi Ferdinand I, Hoàng đế La Mã thần thánh; nhưng không có lãnh chúa phong kiến nào bày tỏ sự quan tâm đến việc mua Moys, và vì vậy vào năm 1549, nó đã được trao lại cho thành phố Görlitz. Sau chiến tranh ba mươi năm đưa thành phố rơi vào tình trạng khó khăn về tài chính, hội đồng thành phố đã phải bán Moys vào năm 1655 với giá 11.270 thalers. Mãi đến ngày 1 tháng 7 năm 1929, Moys mới được sáp nhập trở lại thành phố.
Tại Đại hội Vienna diễn ra năm 1815, Lusatia bị chia rẽ, và phần phía đông bắc của nó bao gồm Görlitz và Moys được trao cho Vương quốc Phổ, từ năm 1871 trở thành một phần của Reich Đức.
Tuyến đường sắt Berlin, Wrocław, chạy qua Moys và khai trương vào ngày 1 tháng 9 năm 1847, thúc đẩy sự phát triển của vùng ngoại ô. Tuyến thứ hai, tuyến đường sắt Silesian Mountain, được khai trương vào năm 1865 và kết nối Görlitz với Hirschberg (ngày nay là Jelenia Góra), với ngã ba đường sắt được xây dựng ở phía bắc Moys. Ngã ba này sau đó được nâng cấp thành nhà ga hành khách (Moys bei Görlitz) mở cửa vào năm 1876. Quá trình đô thị hóa của Moys được công nhận vào ngày 18 tháng 5 năm 1900 bằng cách kết nối nó với mạng lưới xe điện của Grlitz. Vào thời điểm Moys được sáp nhập vào thành phố Görlitz vào năm 1929, nó có 2752 cư dân và bao phủ 784 hecta diện tích.